# Doina Descalui
Doina Descalui (n. 4 ianuarie 2000, Chișinău, Republica Moldova) este o sportivă moldoveană care concurează în proba de sanie.

## Carieră
S-a apucat mai întâi de dans sportiv și a practicat acest sport șapte ani. În anul 2016 ea a trecut la sanie. A participat la Campionatele Mondiale de Juniori din 2019 și 2020. În 2021 a concurat la Campionatul European de la Sigulda și la Campionatul Mondial de la Königssee.
În anul 2022 ea a participat la Jocurile Olimpice unde s-a clasat pe locul 32. La Beijing a purtat și drapelul Republicii Moldova la ceremonia de deschidere și a fost prima moldoveancă care a concurat în proba de sanie la Jocurile Olimpice.
Doina Descalui este antrenată de Bogdan Macovei, fost sănier și de trei ori participant la Jocurile Olimpice.

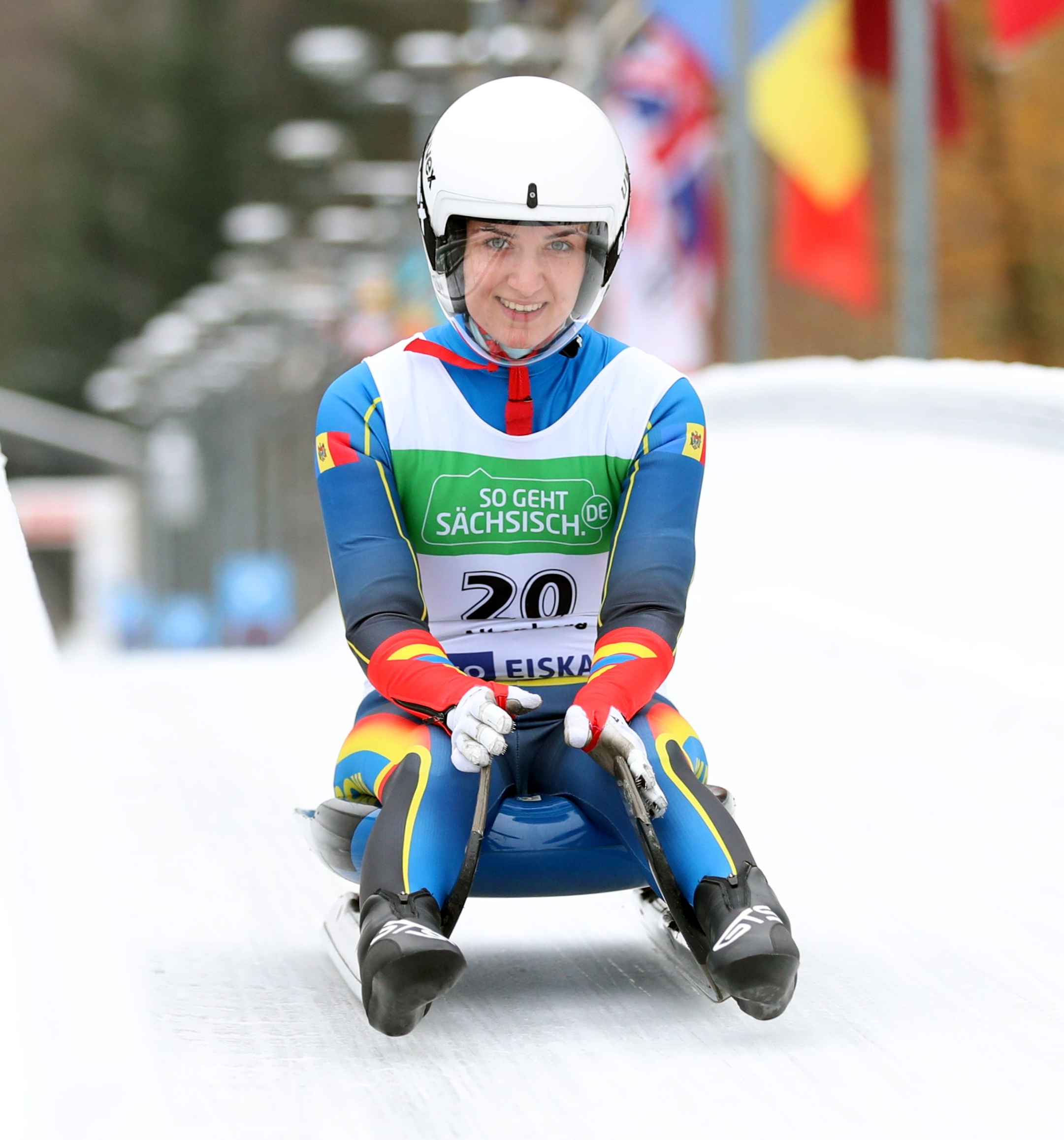
La Cupa Mondială din 2020
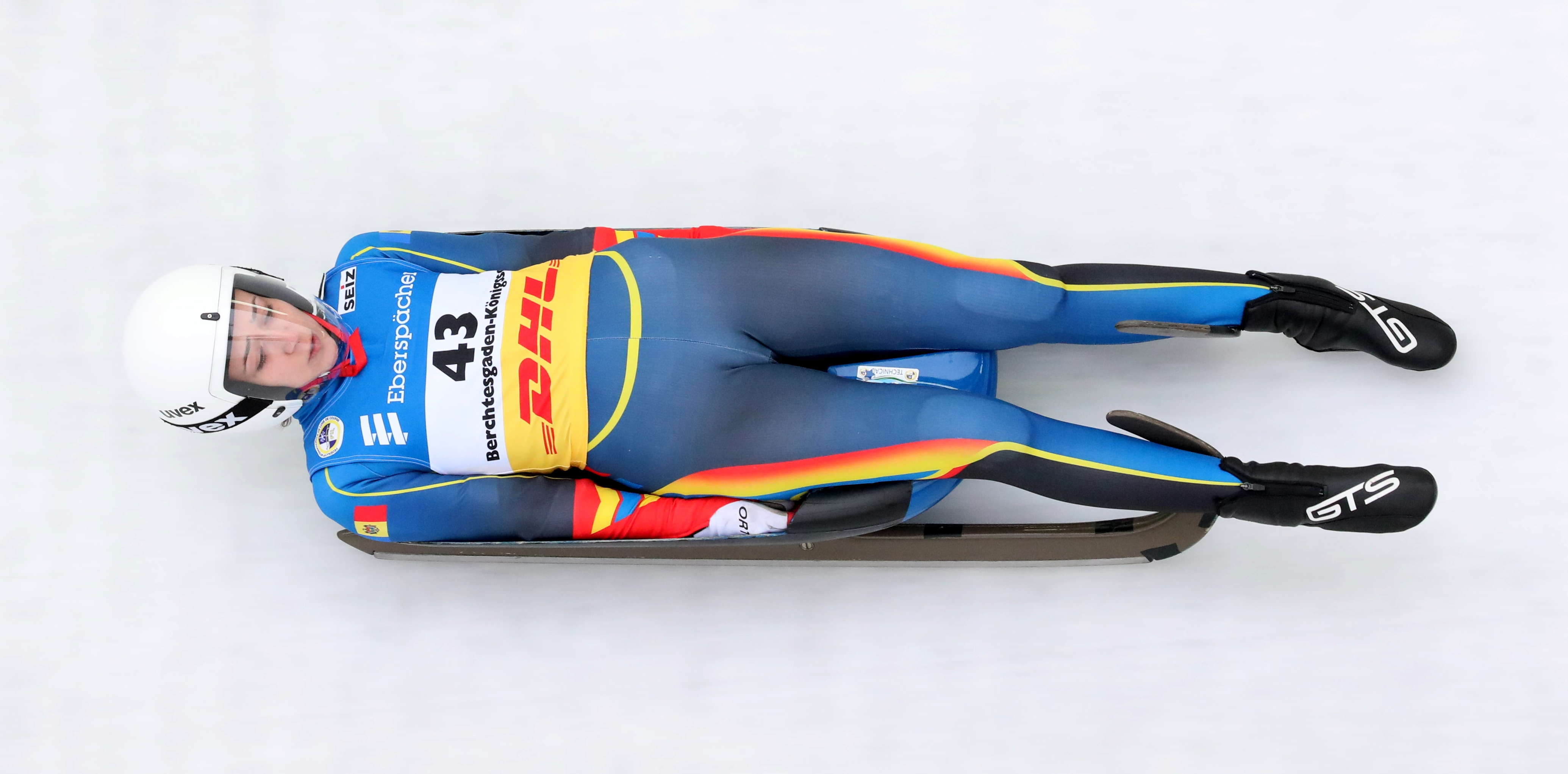
La Campionatul Mondial din 2021
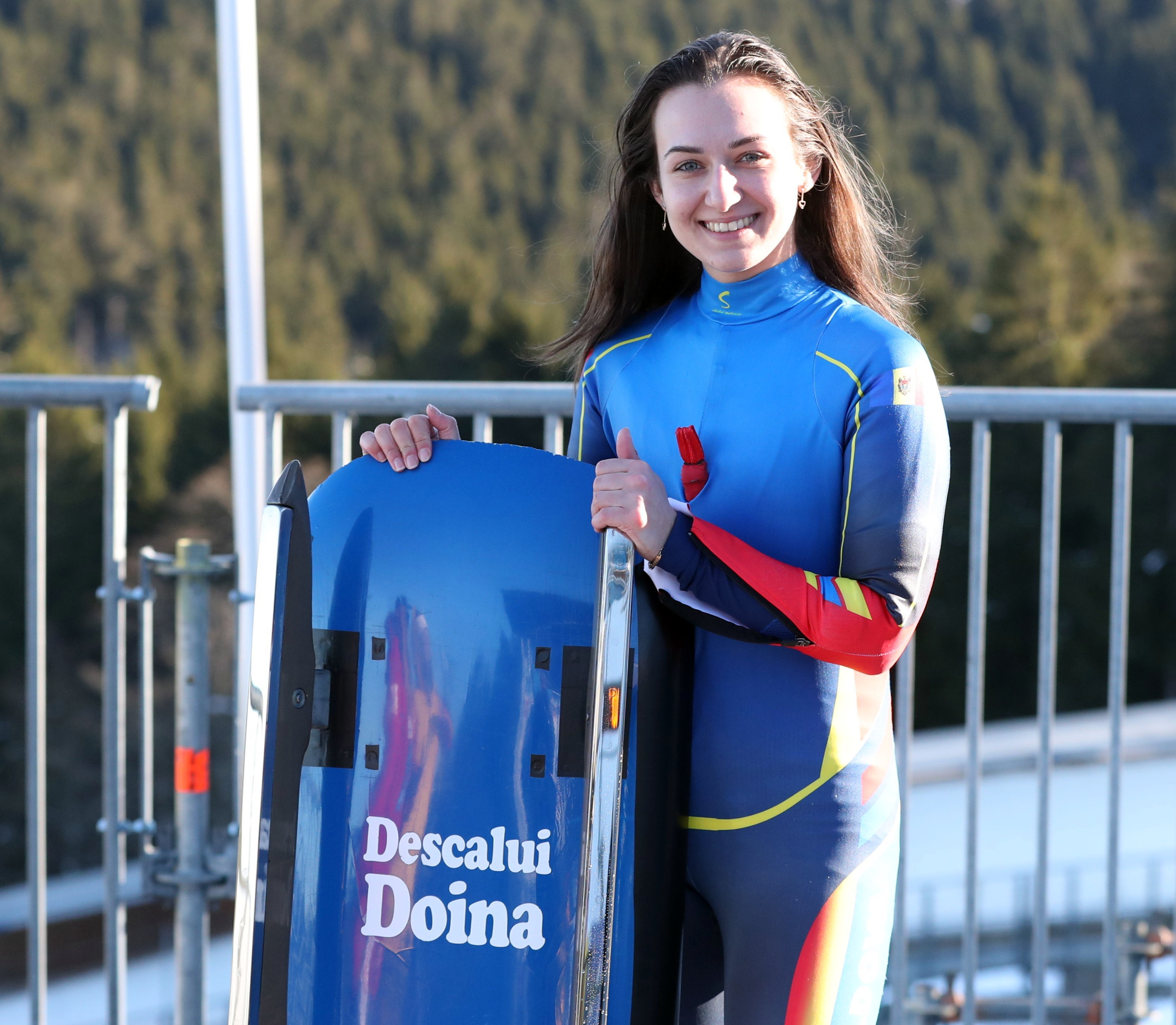
La Cupa Națiunilor din 2022

## Realizări
| An   | Competiție                     | Locație             | Loc | Note       |
| ---- | ------------------------------ | ------------------- | --- | ---------- |
| 2019 | Campionatul Mondial de Juniori | Innsbruck, Austria  | 46  | individual |
| 2020 | Campionatul Mondial de Juniori | Oberhof, Germania   | 34  | individual |
| 2020 | Campionatul Mondial de Juniori | Oberhof, Germania   | 12  | ștafetă    |
| 2021 | Campionatul European           | Sigulda, Letonia    | 28  | individual |
| 2021 | Campionatul Mondial            | Königssee, Germania | 45  | sprint     |
| 2021 | Campionatul Mondial            | Königssee, Germania | 41  | individual |
| 2021 | Campionatul Mondial de Tineret | Königssee, Germania | 22  | individual |
| 2022 | Jocurile Olimpice              | Beijing, China      | 32  | individual |